# 짧은귀주머니쥐
짧은귀주머니쥐(Trichosurus caninus)는 쿠스쿠스과에 속하는 유대류의 일종이다. 오스트레일리아의 토착종이다. 시드니 북쪽에서 발견되며, 한 때는 근연종 [[산붓꼬리주머니쥐]으로 분류되기도 했다. 야생에서 최대 17년까지 살고 안정적인 세력권을 유지하며, 새끼를 기르는 데 에너지의 대부분을 쓴다.